# Ostrobotnie du Sud
L'Ostrobotnie du Sud (en finnois : Etelä-Pohjanmaa, en suédois : Södra Österbotten) est une région du centre-ouest de la Finlande, appartenant à la province de Finlande occidentale. Elle a pour capitale Seinäjoki.
La région est la 10e région du pays en nombre d'habitants et elle est classée 10e en superficie.

## Géographie

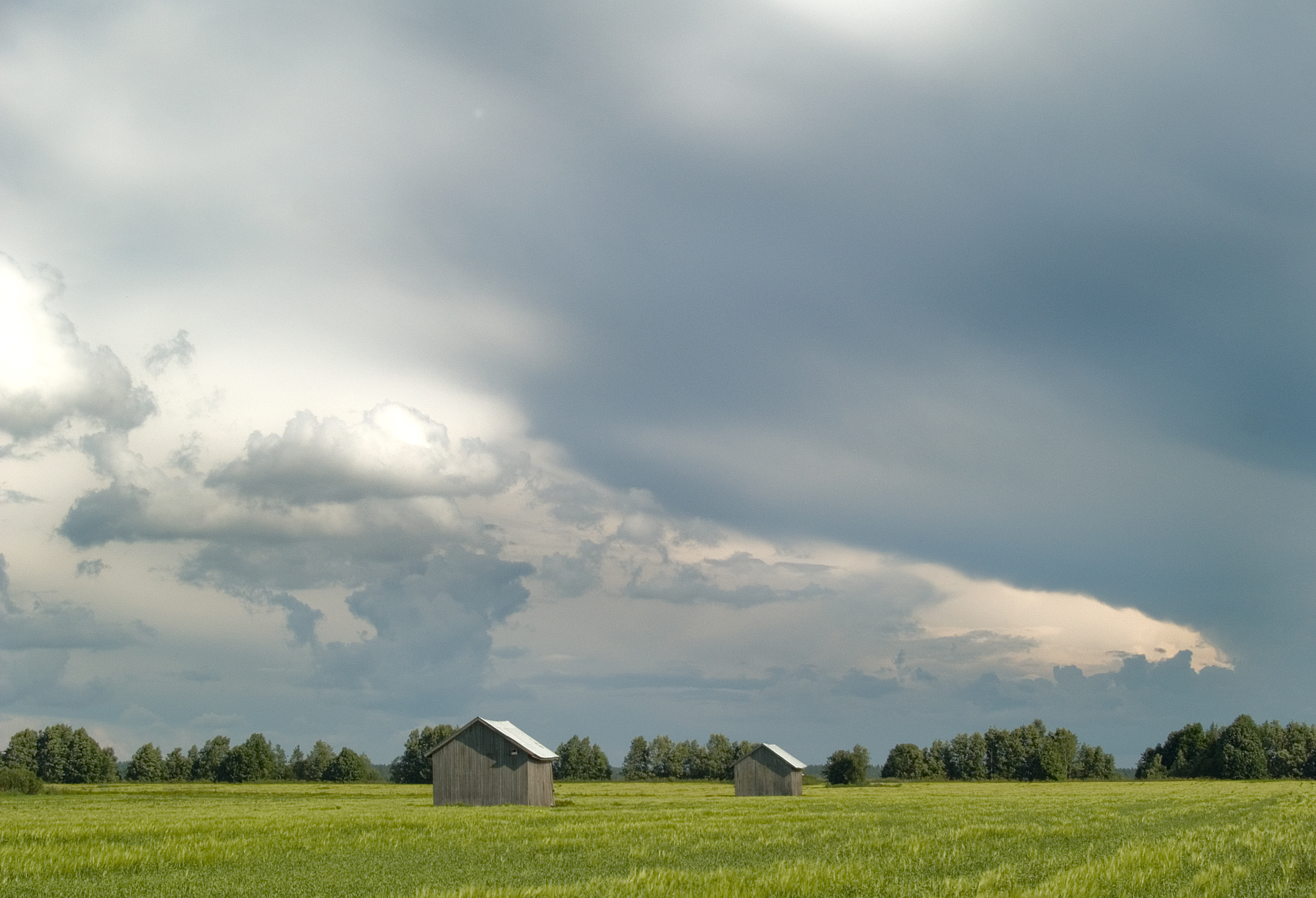
Paysage d'Ostrobotnie du Sud à Alajoki.

C'est la région la plus plate de Finlande, largement agricole. La rivière la plus importante est la Kyrönjoki. Les seuls reliefs significatifs sont liés à la moraine de Suomenselkä, qui marque la frontière sud et est de la région.
La région comporte cinq régions frontalières. Au nord, l'Ostrobotnie-Centrale ; à l'est la Finlande-Centrale ; à l'ouest l'Ostrobotnie et au sud le Pirkanmaa et le Satakunta.

## Histoire
Cette région correspond à la partie méridionale densément peuplée de l'ancienne province d'Ostrobotnie, puis après la scission de 1775 avec la province d'Oulu à la frange sud-est du Vaasan Lääni.
L'industrie n'a connu qu'un développement marginal et tardif. La région a connu un exode rural marqué mais les sols plus fertiles que dans les provinces orientales ont permis la subsistance jusqu'à aujourd'hui une importante population d'agriculteurs.

## Communes
Dix-huit municipalités composent la région, dont huit villes.
- Sous-région de Järviseutu 
  - Alajärvi (ville)
  - Evijärvi
  - Lappajärvi
  - Soini
  - Vimpeli
- Sous-région des Kuusiokunnnat 
  - Alavus (ville)
  - Kuortane
  - Ähtäri (ville)
- Sous-région de Seinäjoki 
  - Seinäjoki (ville)
  - Ilmajoki
  - Kauhava (ville)
  - Kurikka (ville)
  - Lapua (ville)
- Sous-région de Suupohja 
  - Isojoki
  - Karijoki
  - Kauhajoki (ville)
  - Teuva

### anciennes municipalités
- Alahärmä (rattaché à Kauhava le 1er janvier 2009)
- Jurva (rattaché à Kurikka le 1er janvier 2009)
- Kortesjärvi (rattaché à Kauhava le 1er janvier 2009)
- Lehtimäki (rattaché à Alajärvi le 1er janvier 2009)
- Nurmo (rattaché à Seinäjoki le 1er janvier 2009)
- Töysä (rattaché à Alavus le 1er janvier 2013)
- Ylihärmä (rattaché à Kauhava le 1er janvier 2009)
- Ylistaro (rattaché à Seinäjoki le 1er janvier 2009)